# Robert Siodmak
Robert Siodmak (Dresden, Alemanya, 8 d'agost de 1900 - Locarno, Suïssa, 10 de març de 1973) va ser un director de cinema estatunidenc d'origen alemany.
Fill d'una família que s'havia enriquit en els Estats Units, ha de posar-se a treballar d'actor quan la seva família s'arruïna. Com no té molt èxit en el món de l'art, es dedica a ser comptable de banc. En les finances tindrà millor fortuna, arribant a ser director d'un banc i aconseguint acaparar una quantitat respectable de diners que, no obstant això, perdrà amb les crisis econòmiques de finals dels anys vint.
Al costat del seu germà Kurt viatja a Berlín per treballar com a venedor ambulant i periodista.Els germans Siodmak, es dedicaran també a escriure guions per a la productora UFA. El 1929 dirigeix la seva primera pel·lícula Menschen am Sonntag, en la qual també col·laboren els futurs directors Fred Zinnemann i Billy Wilder. En els següents anys dirigirà sis pel·lícules més.
Quan els nazis van prohibir Brennendes Geheimnis, va decidir traslladar-se a París, on hi rodarà set pel·lícules més.
El seu germà Kurt s'havia traslladat als Estats Units i treballava com a guionista a Hollywood. Robert Siodmak viatja també a la fi dels anys trenta. Després d'un pas fugaç per Paramount Pictures signa contracte amb la Universal el 1943. La seva producció nord-americana és irregular, però mostra un especial talent per al cinema negre: Phantom Lady, L'escala de cargol, The Dark Mirror o The Killers són algunes de les seves pel·lícules més conegudes.
Torna a Europa a causa de les dificultats que li plantejava en el seu treball el Comitè d'Activitats Antiamericanes. És potser aquesta la seva etapa menys interessant, encara que també va realitzar alguna de les seves obres més personals. La seva última pel·lícula, Der Kampf um Rom, és una superproducció que explica el declivi de l'Imperi Romà.

## Filmografia
| - Menschen am Sonntag (1929) - Abschied (1930) - Der Mann, der seinen Mörder Sucht (1931) - Voruntersuchung (1931) - Sturme der Leidenschaft (1932) - Le Sexe Faible (1932) - Quick (1932) - Brennendes Geheimnis (1933) - La Crise est finie (1934) - La Vie Parisienne (1935) - Cargaisons Blanches (1937) - Mollenard (1938) - Pieges (1939) - West Point Widow (1941) - Fly-by-Night (1942) - My Heart Belongs to Daddy (1942) - The Night Before the Divorce (1942) - Someone to Remember (1943) - Son of Dracula (1943) - Phantom Lady (1944) - Cobra Woman (1944) - Christmas Holiday (1944) - The Suspect (1945) - Uncle Harry (1945) - L'escala de cargol (The Spiral Staircase) (1945) | - The Killers (1946) - The Dark Mirror (1946) - Time Out of Mind (1947) - El plor de la ciutat (1948) - Criss Cross (1948) - The Great Sinner (1949) - The File on Thelma Jordon (1950) - Deported (1950) - The Whistle at Eaton Falls (1951) - El temible burleta (1952) - Le Grand jeu (1954) - Die Ratten (1955) - Mein Vater, der Schauspieler (1956) - Nachts, wenn der Teufel kam (1957) - Katia (1959) - Dorothea Angermann (1959) - The Rough and the Smooth (1959) - Der Schulfreund (1960) - L'Affaire Nina B. (1961) - Escape from East Berlin (1962) - Der Schut (1964) - Der Schatz der Azteken (1964) - Die Pyramide der Sonnengottes (1965) - La darrera aventura del general Custer (1967) - Der Kampf um Rom (1969) |